# Magaliesburg
Magaliesburg ou Magaliesburgo é uma pequena vila com cerca de 5 000 habitantes, situada abaixo da cadeia montanhosa de Witwatersrand, em Gauteng na África do Sul. A norte da vila é visível a cadeia montanhosa de Magaliesberg, que lhe dá o nome. 'Burg' é o termo em africâner para vila ou cidade e 'berg' é o termo para montanha. 
A área é um popular destino de férias para os residentes de Joanesburgo. Apesar de também ser considerada uma zona perigosa, com alta criminalidade.
Durante o Mundial de 2010 Magaliesburg, onde residem cerca de 200 emigrantes portugueses, albergou a Seleção Portuguesa de Futebol. Uma ponte pedonal foi pintada com as cores da bandeira portuguesa, em homenagem à equipa, transformando-se numa atração local.